# Splenomegalia
Il termine splenomegalia indica aumento di volume della milza, che va oltre le normali dimensioni. La milza è normalmente localizzata nel quadrante superiore sinistro dell'addome umano. Molto spesso la splenomegalia si associa ad una condizione nota come ipersplenismo. La splenomegalia in questo caso viene a costituire uno dei quattro segni cardine dell'ipersplenismo (gli altri tre segni sono: una diminuzione dei globuli rossi, dei globuli bianchi (leucopenia) o delle piastrine (piastrinopenia), in qualsiasi combinazione; una risposta proliferativa compensatoria nel midollo osseo; la risoluzione di questi sintomi con l'esecuzione di una splenectomia). La splenomegalia può anche associarsi ad una iperattività, ovvero ad una iperfunzionalità della milza stessa, ma può presentarsi anche in modo isolato, senza essere associata ad alcun sintomo.

## Eziologia
La splenomegalia può essere osservata nel corso di numerosissime malattie. Le cause più comuni di splenomegalia nei paesi sviluppati sono la mononucleosi infettiva, l'infiltrazione della milza da parte di cellule tumorali in corso di una leucemia o tumore ematologico, e l'ipertensione portale (di solito secondaria a malattie del fegato e sarcoidosi). La splenomegalia può anche essere dovuta ad infezioni batteriche, come la sifilide oppure un'endocardite.
| Aumento della funzione | Anormale flusso di sangue | Infiltrazione |
| --- | --- | --- |
| Rimozione di globuli rossi difettosi - sferocitosi - talassemia - emoglobinopatie - anemia nutrizionale - fase iniziale di anemia falciforme Iperplasia Immune Risposta alle infezioni (virali, batteriche, micotiche, parassitarie) - Mononucleosi, AIDS, epatiti virali - Endocardite batterica subacuta, setticemia batterica - tifo addominale - tubercolosi - sifilide - Ascesso splenico, febbre tifoide - Brucellosi, leptospirosi, tubercolosi - Istoplasmosi - Malaria, leishmaniosi, malattia di Chagas - Ehrlichiosi Disordini dell'immunoregolazione - Artrite reumatoide - Lupus eritematoso sistemico - Malattia da siero - Anemia emolitica autoimmune - Sarcoidosi - Reazioni da farmaci Ematopoiesi extramidollare - Mielofibrosi - Infiltrazione dell'osso da parte di tumori o leucemia - Danno osseo da radiazione o tossine | Insufficienza d'organo - Cirrosi Vascolare - Ostruzione della vena epatica - Ostruzione della vena porta - Sindrome di Budd-Chiari - Ostruzione della vena splenica Infezioni - Schistosomiasi epatica - Echinococcosi epatica | Malattie metaboliche - Malattia di Gaucher - Malattia di Niemann-Pick - Alfa mannosidosi - Sindrome di Hurler e altre mucopolisaccaridosi - Amiloidosi - Malattia di Tangier "Infiltrazioni" benigne e maligne - Leucemia (acuta, cronica, linfoide e mieloide) - Linfomi (Hodgkin e non-Hodgkin) - Malattie mieloproliferative - reticolosarcoma - Tumori metastatici (comunemente melanoma) - Istiocitosi X - Emangioma, Linfangioma - Cisti spleniche - Amartomi - Granuloma eosinofilo - Angioma a cellule littorali |

## Definizione
Il sistema standard per classificare la splenomegalia in radiografia è:
- Normale (non splenomegalia): la dimensione maggiore è inferiore a 11 cm
- Splenomegalia moderata: la dimensione maggiore è tra 11-20 cm
- Splenomegalia grave: la dimensione maggiore è maggiore di 20 cm

Inoltre, per definire la splenomegalia viene utilizzato anche un taglio di altezza craniocaudale di 13 cm.
La splenomegalia si riferisce strettamente all'ampliamento della milza ed è distinta dall'ipersplenismo, che connota la funzione iperattiva da una milza di qualsiasi dimensione. Splenomegalia e ipersplenismo non devono essere confusi. Ciascuno può essere trovato separatamente, o possono coesistere. Clinicamente, se una milza è palpabile (sentita tramite esame esterno), significa che è allargata in quanto deve subire almeno un doppio allargamento per diventare palpabile. Tuttavia, la punta della milza può essere palpabile in un neonato fino a tre mesi di età.
Le dimensioni della milza possono essere determinate in modo accurato con la semplice esecuzione di una ecografia addominale.

## Clinica
Una splenomegalia può essere valutata clinicamente attraverso la palpazione oppure attraverso la percussione. Quest'ultima può essere eseguita nella cosiddetta area di Traube. I riscontri di una attenta percussione migliorano l'accuratezza della palpazione e la combinazione di percussione e palpazione ha dimostrato un'alta specificità, pari a circa il 90%.
La sensibilità dei metodi è, sfortunatamente, molto inferiore, ed è fortemente influenzata dal grado di splenomegalia e dalla magrezza del paziente.
I sintomi manifestati dal paziente possono includere dolore addominale, dolore toracico, dolore toracico di tipo pleuritico (in particolare in concomitanza di ripienezza di stomaco, vescica o intestino, mal di schiena, senso di sazietà precoce, oppure i sintomi propri dell'anemia (dovuti alla concomitante citopenia).
I segni di splenomegalia possono includere una massa palpabile nel quadrante addominale superiore sinistro o sfregamento della milza. Può essere rilevata all'esame fisico utilizzando il segno di Castell o identificando l'area di Traube.
L'ecotomografia addominale può essere utilizzata per confermare la diagnosi.
In pazienti in cui la probabilità di splenomegalia è elevata, l'esame fisico non è sufficientemente sensibile per rilevare il disturbo. In questi pazienti è indicato ricorrere all'imaging addominale. Le cause possono essere molteplici:  acromegalia, anemia, cirrosi biliare primitiva, cirrosi epatica, leucemia, lupus erimatoso sistemico, mononucleosi, rosolia, sepsi, toxoplasmosi, tubercolosi. Tuttavia sono presenti alcune “false cause”, tra le più attribuite dai dottori all’ingrossamento dell’organo abbiamo anche: vaccini, piercing, tatuaggi. Nessuno di questi interventi può causare la splenomegalia, infatti tutti e 3 si basano sulla teoria che la puntura dell’ago, che attiva il sistema immunitario essendo di fatto una ferita, possa di fatto far ingrossare la milza. Dove la puntura è eseguita da un professionista con un ago sterilizzato e curata nelle normali modalita indicate, è impossibile parlare di igrossamento della milza, in quanto quest’ultima funziona "etichettando" e segnalando come dannose determinate sostanze estranee non riconoscibili dal sistema immunitario.

## Trattamento
Per i casi di splenomegalia severa il trattamento d'elezione è chirurgico: il paziente viene sottoposto a splenectomia onde evitare rotture spontanee o provocate del viscere ed alleviare la dolenzia che talvolta può affliggerlo.
Questo è particolarmente vero se alla base della splenomegalia vi è una situazione di ipersplenismo.
Anche in questo caso una splenectomia è indicata e correggerà l'ipersplenismo stesso.
Tuttavia, la causa di fondo dell'ipersplenismo rimane e pertanto è indicato eseguire un completo iter diagnostico che potrà mettere in evidenza una leucemia, o linfoma oppure altri gravi disturbi.
Di rilevante importanza clinica sarà la maggiore suscettibilità del paziente splenectomizzato ad infezioni prevalentemente di Haemophilus influenzae, pneumococco, meningococco e parvovirus, che richiederanno gli opportuni presidi vaccinali oltre che un monitoraggio attento e capace per il resto della vita (soprattutto in caso di nuovi ricoveri da parte del paziente, che lo esporrebbero al rilevante rischio di infezione nosocomiale).